# Pseudonaja affinis
Pseudonaja affinis är en ormart som beskrevs av Günther 1872. Pseudonaja affinis ingår i släktet Pseudonaja och familjen giftsnokar och underfamiljen havsormar.
Denna orm förekommer i sydvästra Australien i delstaterna Western Australia och South Australia. Habitatet utgörs av sanddyner nära kusten, av hedområden och av buskskogar. Arten besöker även jordbruks- och betesmarker. Individerna är dagaktiva och de vistas främst på marken. Pseudonaja affinis har ödlor, groddjur, gnagare och ormar som föda. Hos arten dokumenterades kannibalism. Honor lägger 10 till 30 ägg per tillfälle och de lägger ibland två gånger ägg under samma fortplantningstid. På öar där även Notechis scutatus förekommer är Pseudonaja affinis påfallande liten.
På några mindre öar är arten sällsynt. Den hotas där bland annat av bränder. På fastlandet är populationen stabil. IUCN listar arten som livskraftig (LC).

## Underarter
Arten delas in i följande underarter:
- P. a. affinis
- P. a. exilis
- P. a. tanneri